# (148) Gallia
(148) Gallia – planetoida z pasa głównego asteroid okrążająca Słońce w ciągu 4 lat i 224 dni w średniej odległości 2,77 j.a. Została odkryta 7 sierpnia 1875 roku w obserwatorium paryskim przez Prospera Henry’ego. Nazwa planetoidy pochodzi od Galii, łacińskiej nazwy Francji.